# 十架德国轰炸机
十架德国轰炸机（Ten German Bombers）是一首第二次世界大战期间由英国兒童演唱的歌曲，歌曲的内容是英国皇家空军将十架納粹德国轰炸机依次击落，後來該歌成為英国军队的軍歌。但自20世紀90年代以來英国足球球迷在英格蘭足球代表隊与德國國家足球隊的比赛中也會唱起這首歌。2020年歐洲杯期間，這首歌被指涉嫌極端民族主義歧視行為，遭到英足總的禁止。